# Liste von Großorgeln
Die Liste von Großorgeln verzeichnet Orgeln mit mehr als 100 Registern weltweit.

## Liste nach Registern
Diese Liste enthält die größten bestehenden Orgeln der Welt, sortiert nach der Anzahl der  klingenden Register. Nicht berücksichtigt sind Transmissionsregister.
| Ort                        | Bauwerk                                    | Orgelbauer                                    | Jahr             | Bild | Ma- nuale | Re- gister                           | Pfeifen- reihen | Pfeifen | 32′-Re- gister | Bemerkungen | Link           |
| -------------------------- | ------------------------------------------ | --------------------------------------------- | ---------------- | ---- | --------- | ------------------------------------ | --------------- | ------- | -------------- | --- | -------------- |
| Philadelphia               | Macy’s Wanamaker Store                     | Harris (LA Organ), Fleming & Till (Wanamaker) | 1904             |      | 6         | 376                                  | 464             | 28.750  | 7              | in einem Warenhaus, mehrere Erweiterungen | → Orgel        |
| Atlantic City (New Jersey) | Boardwalk Hall                             | Midmer-Losh                                   | 1932             |      | 7         | 314                                  | 449             | 33.114  | 9              | Nur 96 Register spielbar | → Orgel        |
| West Point (New York)      | Military Academy Cadet Chapel (West Point) | Möller                                        | 1911             |      | 4         | 304                                  | 380             | 23.500  | 7              | Fortlaufende Erweiterungen | → Beschreibung |
| Los Angeles                | First Congregational Church                | Skinner, Schlicker                            | 1932, 1969       |      | 5         | 230                                  | 346             | 20.417  | 3              | Chancel-Orgel von Skinner (1932) und Gallery-Orgel von Schlicker (1969); 1967 und 1992 erweitert; 230 Register zuzüglich 14 digitale Register und zahlreiche Transmissionen; weitere Vergrößerung auf 252 Register geplant                            | → Beschreibung |
| Passau                     | Dom St. Stephan                            | Steinmeyer, Orgelbau Eisenbarth               | 1928, 1993, 2020 |      | 5         | 229                                  | 326             | 17.974  | 3              | 5 Orgeln, 1993, seit 2020 Reorganisation und Erweiterung (Johannes Klais Orgelbau und Karl Schuke Berliner Orgelbauwerkstatt in Kooperation mit Orgelbau Eisenbarth).                                                                                 | → Orgeln       |
| Mainz                      | Mainzer Dom                                | Goll, Rieger                                  | 2021–?           |      | 4         | 203 (geplant), derzeit 141 (93 + 48) | 268             | 14.526  | 5              | Die bis 2014 bestehende Orgelanlage verfügte über 105 Register, bestehend aus Westchor-, Ostchor- und Querhausorgel. Letztere wurde 2021 durch die Marienorgel ersetzt. Die beiden anderen werden danach in Kooperation von Goll und Rieger erneuert. | → Orgeln       |
| Garden Grove (Kalifornien) | Christ Cathedral                           | Fratelli Ruffatti                             | 1982             |      | 5         | 199                                  | 278             | 15.948  | 4              | 2014–2022 Restaurierung durch Fratelli Ruffati; nach einer Großspenderin wird sie „Hazel-Wright-Orgel“ genannt. | → Orgel        |
| Wien                       | Stephansdom                                | Johann M. Kauffmann / Rieger                  | 1960, 2020       |      | 5         | 185 (130 + 55)                       | ?               | 12.616  | 5              | Die alte Hauptorgel war ab 1991 stillgelegt, wurde von 2017 bis 2020 von Rieger in Stand gesetzt, umgebaut und mit der Chororgel verbunden. | → Orgeln       |
| Mexiko-Stadt               | Auditorio Nacional                         | Tamburini                                     | 1958             |      | 5         | 181                                  | 250             | 15.633  | 3              | | → Beschreibung |
| Hanover (Pennsylvania)     | St. Matthew Lutheran Church                | Austin Organs                                 | 1925, 1988       |      | 4         | 172                                  | 236             | 15.220  | 2              | Zuzüglich 46 Transmissionen und Extensionen und 14 digitale Register. | → Beschreibung |
| Mailand                    | Mailänder Dom                              | Tamburini                                     | 1937             |      | 5         | 169                                  | 255             | 15.350  | 3              | Zuzüglich 17 Extensionen und Transmissionen |                |
| Ocean Grove (New Jersey)   | Great Auditorium                           | John Shaw                                     | 2008             |      | 5         | 168                                  | 207             | 12.200  | 4              | | → Orgel        |
| Nürnberg                   | St. Lorenz                                 | Johannes Klais Orgelbau                       | 2003             |      | 5         | 157                                  | 227             | 12.184  | 3              | | → Orgeln       |
| New York City              | St. Bartholomew’s Church                   | Æolian-Skinner                                | 1971             |      | 5         | 155                                  | 225             | 12.307  | 5              | Zuzüglich 13 Extensionen und Transmissionen; 1917 erste Orgel von Skinner, 1930 und 1971 erweitert; 2006 neuer Spieltisch von Harris | → Beschreibung |

## Liste nach Staaten
Diese Liste umfasst bestehende und ehemalige Orgeln sortiert nach heutigen Staaten. Nicht mehr existente oder umgebaute Orgeln sind durch kursive Schrift gekennzeichnet. Sind mehrere Spieltische vorhanden, ist derjenige mit höherer Manualanzahl angegeben. Bei der Anzahl der Register werden Extensionen, Transmissionen und digitale Register nicht berücksichtigt.
| Land                            | Ort                           | Bauwerk                                                      | Orgelbauer                                                | Jahr | Bild | Ma- nuale | Re- gister                  | Pfeifen- reihen | Pfeifen | 32′-Re- gister | Bemerkungen und Link |
| ------------------------------- | ----------------------------- | ------------------------------------------------------------ | --------------------------------------------------------- | --- | ---- | --------- | --------------------------- | --------------- | ------- | -------------- | --- |
| Australien                      | Melbourne                     | Town Hall                                                    | William Hill & Son, Norman & Beard Ltd                    | 1929 |      | 4         | 110                         |                 | 6.494   | 4              | |
| Australien                      | Melbourne                     | Town Hall                                                    | Schantz Organ Company                                     | 2001 |      | 4         | 114                         | 147             | 9.556   | 6              | Zuzüglich 44 Transmissionen und Extensionen; erbaut unter Wiederverwendung von Materialien der Vorgängerorgel von Hill, Norman & Beard (1929). → Beschreibung |
| Australien                      | Sydney                        | Sydney Opera House                                           | Ronald Sharp / Gregor Hradetzky                           | 1979 |      | 5         | 130                         | 200             | 10.154  | 2              | Eine der größten Orgeln mit mechanischer Spieltraktur. → Beschreibung |
| Australien                      | Sydney                        | Sydney Town Hall                                             | William Hill & Son                                        | 1890 |      | 5         | 126                         |                 | 8.700   |                | |
| Brasilien                       | São Paulo                     | Catedral da Sé                                               | Balbiani & Rossi                                          | 1954 |      | 5         | 112                         |                 | 12.000  |                | Die Orgel gilt als größte Orgel Südamerikas. |
| Brasilien                       | Niterói                       | Basílica Nossa Senhora Auxiliadora                           | Tamburini                                                 | 1956 |      | 5         | 100                         |                 | 8.500   |                | Zuzüglich etlicher Transmissionen, Extensionen und Gruppenzüge |
| Deutschland                     | Berlin                        | Berliner Dom                                                 | W. Sauer Orgelbau                                         | 1905 |      | 4         | 113                         |                 | 7.269   | 3              | → Orgel |
| Deutschland                     | Frankfurt am Main             | Kaiserdom St. Bartholomäus                                   | Johannes Klais Orgelbau                                   | 1994 |      | 4         | 113                         |                 | 8.801   | 2              | → Orgel |
| Deutschland                     | Freiburg                      | Freiburger Münster                                           | Rieger Metzler Marcussen Kuhn                             | 1964–2019 |      | 4         | 153 (61 + 40 + 21 + 24 + 7) |                 | 10.363  | 2              | → Orgeln |
| Deutschland                     | Hamburg                       | Hauptkirche Sankt Michaelis (Hamburg)                        | E.F. Walcker & Cie.                                       | 1912 |      | 5         | 163                         |                 | 6.697   | 5              | → Orgeln |
| Deutschland                     | Hamburg                       | Hauptkirche Sankt Michaelis (Hamburg)                        | Johannes Klais Orgelbau, Freiburger Orgelbau              | 2010 |      | 5         | 140                         |                 | 11.539  | 2              | → Orgeln |
| Deutschland                     | Kevelaer                      | Marienbasilika (Kevelaer)                                    | Ernst Seifert                                             | 1907 |      | 4         | 133                         |                 |         |                | → Orgeln |
| Deutschland                     | Köln                          | Kölner Dom                                                   | Johannes Klais Orgelbau                                   | 2002 |      | 4         | 143 (88 + 53 + 2)           |                 | 11.135  | 4              | Orgelanlage besteht aus der Querhausorgel (1948/2002), der Langhausorgel (1998) und dem Hochdruckwerk von 2006 → Orgeln |
| Deutschland                     | Leipzig                       | Nikolaikirche (Leipzig)                                      | Friedrich Ladegast, Wilhelm Sauer, Hermann Eule Orgelbau  | 1862 Ladegast, 1902 / 03 Umbau + Erweiterung W. Sauer 2002 / 03 Umbau + Erweiterung auf 103 Register Hermann Eule                                           |      | 5         | 104                         |                 | 6.804   | 3              | → Orgel |
| Deutschland                     | Lübeck                        | Marienkirche (Lübeck)                                        | Emanuel Kemper                                            | 1968 |      | 5         | 100                         | 160             | 8.512   | 2              | war zur Zeit ihrer Erbauung die (nach Anzahl der Register) zweitgrößte Orgel der Welt mit mechanischen Spieltrakturen |
| Deutschland                     | Magdeburg                     | Dom                                                          | Ernst Röver                                               | 1906 |      | 3         | 100                         |                 |         | 3              | am 17. Februar 1945 bei Bombenangriff zerstört, Pfeifen 1947 von Schuke für Remterorgel eingeschmolzen |
| Deutschland                     | Magdeburg                     | Stadthalle                                                   | Wilhelm Sauer                                             | 1927 |      | 4         | 131                         |                 |         |                | 1945 bei Bombenangriffen und Brand völlig zerstört |
| Deutschland                     | Mainz                         | Mainzer Dom                                                  | Johannes Klais Orgelbau, Emanuel Kemper                   | 1928/1960 |      | 6         | 105                         |                 | 7.984   |                | Bis 2021 stillgelegt → Orgel |
| Deutschland                     | Mainz                         | Mainzer Dom                                                  | Goll, Rieger                                              | 2021/2022 |      | 4         | 141                         |                 |         |                | → Orgel |
| Deutschland                     | München                       | Frauenkirche (München)                                       | Georg Jann                                                | 1994 |      | 4         | 131                         |                 | 9.833   | 3              | → Orgeln |
| Deutschland                     | Nürnberg                      | Luitpoldhalle                                                | E.F. Walcker & Cie.                                       | 1936 |      | 5         | 220                         |                 | 16.013  | 6              | |
| Deutschland                     | Nürnberg                      | St. Lorenz (Nürnberg)                                        | Johannes Klais Orgelbau                                   | 2003 |      | 5         | 157                         | 227             | 12.184  | 3              | → Orgeln |
| Deutschland                     | Paderborn                     | Paderborner Dom                                              | Siegfried Sauer                                           | 1981 |      | 4         | 148                         | 201             | 10.885  | 2              | → Orgel |
| Deutschland                     | Passau                        | Dom St. Stephan                                              | G. F. Steinmeyer & Co.                                    | 1924 |      | 5         | 206                         | 288             | 16.105  | 3              | → Orgeln |
| Deutschland                     | Passau                        | Dom St. Stephan                                              | Orgelbau Eisenbarth                                       | 1993, seit 2020 Reorganisation und Erweiterung (Johannes Klais Orgelbau und Karl Schuke Berliner Orgelbauwerkstatt in Kooperation mit Orgelbau Eisenbarth). |      | 5         | 229                         | 333             | 17.974  | 3              | 1978 Umbau der Steinmeyer-Orgel von 1924 durch Eisenbarth, 1993 erneuter Umbau durch Eisenbarth → Orgeln |
| Deutschland                     | Regensburg                    | Regensburger Dom                                             | Rieger Orgelbau (Hauptorgel), Mathis Orgelbau (Chororgel) | 2009 (Hauptorgel und Generalspieltisch), 1989 (Chororgel)                                                                                                   |      | 4         | 111                         |                 |         | 2              | → Orgeln |
| Deutschland                     | Speyer                        | Speyerer Dom                                                 | Seifert Orgelbau                                          | 2010 |      | 4         | 126 (87+39)                 |                 | 8.000   | 3              | → Orgel |
| Deutschland                     | Waldsassen                    | Stiftsbasilika Waldsassen                                    | Georg Jann                                                | 1989 |      | 6         | 101                         |                 | 7.720   | 2              | → Orgeln |
| Deutschland                     | Würzburg                      | Würzburger Dom                                               | Johannes Klais Orgelbau                                   | 1969/2012 |      | 5         | 110                         |                 | 8.050   | 2              | 1969 erbaute Klais eine Hauptorgel (87 Register) und eine Chororgel (23 Register), die seit 2012 über einen Generalspieltisch gemeinsam spielbar sind. → Orgel |
| Finnland                        | Helsinki                      | Konzertsaal Musiikkitalo                                     | Rieger                                                    | 2023 |      | 4         | 122                         |                 |         |                | Teil der Orgel stammen aus dem 3D-Drucker → Orgel |
| Frankreich                      | Paris                         | Kathedrale Notre-Dame de Paris                               | Jean-Loup Boisseau                                        | 1992 |      | 5         | 115                         |                 |         | 2              | → Orgel |
| Frankreich                      | Paris                         | St-Eustache                                                  | J. L. van den Heuvel Orgelbouw                            | 1989 (neues Orgelwerk im historischen Gehäuse) |      | 5         | 101                         |                 |         | 5              | → Orgel |
| Frankreich                      | Paris                         | St-Sulpice                                                   | A. Cavaillé-Coll Fils & Cie                               | 1862 |      | 5         | 102                         |                 |         | 2              | → Orgel |
| Großbritannien                  | Liverpool                     | Liverpool Cathedral                                          | David Wells                                               | 2007 |      | 5         | 152                         | 194             | 10.268  | 6              | → Orgel |
| Großbritannien                  | Liverpool                     | St. George’s Hall                                            | Henry Willis                                              | 1855 |      |           | 112                         |                 | 7.737   | 3              | → Beschreibung |
| Großbritannien                  | London                        | Royal Albert Hall                                            | Henry Willis                                              | 1871 |      | 4         | 111                         |                 |         |                | → Orgel |
| Großbritannien                  | London                        | Royal Albert Hall                                            | Harrison & Harrison                                       | 1933 |      |           | 146                         |                 |         |                | → Orgel |
| Großbritannien                  | London                        | Royal Albert Hall                                            | Mander Organs                                             | 2004 |      | 4         | 129                         | 177             | 9.997   |                | → Orgel |
| Großbritannien                  | London                        | St Paul’s Cathedral                                          | Mander Organs                                             | 1977 |      | 5         | 105                         | 136             | 7.189   | 4              | → Orgel |
| Italien                         | Bologna                       | San Giovanni Bosco                                           | Tamburini                                                 | 1951 |      | 5         | 152                         | 216             | 12.278  | 2              | 1992 von Tamburini restauriert und erweitert. → Beschreibung |
| Italien                         | Mailand                       | Mailänder Dom                                                | Tamburini                                                 | 1937 |      | 5         | 169                         | 255             | 15.350  | 3              | Zuzüglich 17 Extensionen und Transmissionen → Orgel |
| Italien                         | Messina                       | Kathedrale von Messina                                       | Tamburini                                                 | 1948 |      | 5         | 118                         |                 | 9.000   | 3              | Mit Transmissionen, Extensionen und Gruppenzügen ergeben sich 158 Register. |
| Lettland                        | Liepāja (Libau)               | Dreifaltigkeitskathedrale                                    | Barnim Grüneberg                                          | 1885 |      | 4         | 131                         | 152             | 7.000   | 3              | Vermutlich die größte Orgel mit mechanischer Spieltraktur. → Orgel |
| Lettland                        | Riga                          | Dom zu Riga                                                  | E.F. Walcker & Cie.                                       | 1884 |      | 4         | 124                         |                 | 6.178   | 2              | → Orgel |
| Mexiko                          | Mexiko-Stadt                  | Auditorio Nacional                                           | Tamburini                                                 | 1958 |      | 5         | 181                         | 250             | 15.633  | 3              | → Beschreibung |
| Mexiko                          | Mexiko-Stadt                  | Basilika Unserer Lieben Frau von Guadalupe                   | Casavant Frères                                           | 1976 |      | 5         | 116                         | 187             | 10.558  | 3              | → Beschreibung |
| Norwegen                        | Trondheim                     | Nidarosdom                                                   | G. F. Steinmeyer & Co., Orgelbau Kuhn                     | 1930, 2014 |      | 4         | 125                         | 162             |         | 3              | → Orgel |
| Österreich                      | St. Florian (Linz-Land)       | Stift Sankt Florian                                          | Helmut Kögler                                             | 1996 |      | 4         | 103                         |                 | 7.343   | 3              | → Orgel |
| Österreich                      | Wien                          | Wiener Musikverein                                           | Walcker/Walcker-Mayer                                     | 1968 |      | 4         | 100                         | 145             |         | 2              | 1872: Ladegast 52/III; 1907: Rieger (Jägerndorf) 71/IV; 1968: Walcker 100/IV; 2011: Rieger 81/IV unter Verwendung des Ladegast-Prospektes |
| Österreich                      | Wien                          | Wiener Konzerthaus                                           | Rieger Orgelbau                                           | 1913 |      | 5         | 115                         |                 | 8.696   |                | → Orgel |
| Österreich                      | Wien                          | Stephansdom                                                  | Johann M. Kauffmann / Rieger                              | 1960, 2020 |      | 5         | 185 (130 + 55)              |                 | 12.616  | 5              | Die alte Hauptorgel war ab 1991 stillgelegt, wurde von 2017 bis 2020 von Rieger in Stand gesetzt, umgebaut und mit der Chororgel verbunden. → Orgel |
| damals Deutschland, jetzt Polen | Breslau                       | Jahrhunderthalle (Breslau)                                   | W. Sauer                                                  | 1913 |      | 5         | 185                         |                 | 15.133  | 4              | Zuzüglich 13 Transmissionen und 2 Hilfsregister, 1946 abgebaut. → Orgel |
| Polen                           | Breslau                       | Breslauer Dom                                                | Wacław Biernacki                                          | 1956 |      | 5         | 152 (127 + 25)              | 197             | 13.207  | 2              | wurde aus Teilen der Orgel der Jahrhunderthalle (Breslau) von W. Sauer erbaut → Orgel |
| Polen                           | Częstochowa (Tschenstochau)   | Erzkathedrale Heilige Familie                                | Wacław Biernacki                                          | 1949 |      | 4         | 117                         | 161             |         | 2              | |
| Polen                           | Danzig-Oliva                  | Dom zu Oliva                                                 | Friedrich Wilhelm Wulff, Friedrich Rudolf Dalitz, u. a.   | 1763–2010 |      | 5         | 111 (85+17+9)               |                 |         | 2              | → Orgel |
| Polen                           | Gdynia                        | Kościół Najświętszego Serca Pana Jezusa (Herz-Jesu-Kirche)   | Zygmund Kamiński                                          | 1980 |      | 4         | 101 (87 + 14)               |                 | 7391    | 2              | → Beschreibung |
| Polen                           | Licheń Stary                  | Basilika der Muttergottes von Licheń                         | Zych Zakłady Organowe                                     | 2006 |      | 6         | 153                         | 207             | 11.550  | 3              | Aus fünf selbständigen Orgeln bestehende Orgelanlage: → Südorgel (2005), IV/P/81 → Westorgel (2003), II/P/50 → Ostorgel (2006), I/8 → Altarraum-West (2006), I/7 → Altarraum-Ost (2006), I/7                                                                               |
| Russland                        | Kaliningrad                   | Königsberger Dom                                             | Alexander Schuke                                          | 2008 |      | 4         | 122 (90 + 32)               |                 |         | 2              | → Orgel |
| Schweden                        | Lund                          | Dom zu Lund                                                  | Marcussen & Søn                                           | 1934 |      | 4         | 101                         |                 | 7.074   | 2              | |
| Schweden                        | Stockholm                     | Stockholms stadshus                                          | E.F. Walcker & Cie.                                       | 1925 |      | 5         | 125                         |                 | 10.271  | 2              | → Beschreibung |
| Schweiz                         | Engelberg                     | Kloster Engelberg                                            | Orgelbau Goll                                             | 1926 |      | 4         | 137                         |                 | 9.097   | 2              | → Orgel |
| Schweiz                         | Luzern                        | St. Leodegar im Hof                                          | Johann Geißler, Friedrich Haas, Orgelbau Kuhn             | 1650, 1862, 2001, 2015 |      | 5         | 102 (83 + 19)               |                 | 7.374   | 3              | → Orgeln |
| Spanien                         | San Lorenzo de El Escorial    | Basílica de El Escorial                                      | Organeria española                                        | 1965 |      | 5         | 136 (79 + 40 + 17)          |                 | 9.300   | 2              | Zuzüglich neun Extensionen → Beschreibung |
| Spanien                         | Donostia-San Sebastián        | Kathedrale del Buen Pastor                                   | Ramón González de Amezua                                  | 1953 |      | 5         | 123                         |                 | 8.174   | 2              | → Beschreibung |
| Taiwan                          | Kaohsiung                     | Nationales Kunst- und Kulturzentrum Weiwuying                | Johannes Klais Orgelbau                                   | 2017 |      | 5         | 105 (80 + 25)               |                 | 9.085   | 5              | → Orgel |
| Ungarn                          | Budapest                      | Matthiaskirche                                               | Rieger                                                    | 1909 |      | 5         | 104 (81+23)                 | 150             | 7.000   | 2              | → Orgel |
| Ungarn                          | Szeged                        | Kathedrale                                                   | Emil und Oskar Angster                                    | 1930 |      | 5         | 127 (91 + 25 + 11)          | 182             | 9.040   | 2              | → Beschreibung |
| Vereinigte Staaten              | Atlantic City (New Jersey)    | Boardwalk Hall                                               | Midmer-Losh                                               | 1932 |      | 7         | 314                         | 449             | 33.114  | 9              | → Orgel |
| Vereinigte Staaten              | Birmingham (Alabama)          | Hausorgel von Barry A. Norris                                | Wicks Organ Company, Barry Norris                         | 1987, 2006 |      | 5         | ?                           | 200             | 11.200  | 6              | Privatbesitz, zahlreiche Auxiliarregister, Transmissionen und digitale Register; die Anzahl der „echten“ Register wird in keiner Quelle angegeben; ca. 2014 durch Überschwemmung zerstört und 2021 durch einen Neubau aus den Resten mit ca. 80 Registern ersetzt. → Orgel |
| Vereinigte Staaten              | Boston                        | First Church of Christ, Scientist                            | Foley-Baker                                               | 1999 |      | 4         | 151                         | 233             | 13.384  | 3              | Umbau und Erweiterung der Orgel 1952 von Aeolian-Skinner erbauten Orgel mit ursprünglich 145 Registern. → Beschreibung |
| Vereinigte Staaten              | Buffalo                       | Holy Trinity Lutheran Church                                 | Parsons Pipe Organ Builders                               | 2016 |      | 5         | 104                         | 151             | 8.761   |                | 1949 von Möller erbaut; 1985 von Möller auf 95 Register erweitert; 1997 von Kegg mit 95 Registern umgebaut; 2016 von Parsons erweitert. → Beschreibung |
| Vereinigte Staaten              | Charlotte (North Carolina)    | Calvary Church                                               | M. P. Möller                                              | 1990 |      | 5         | 135                         | 205             | 11.499  | 4              | → Beschreibung |
| Vereinigte Staaten              | Cleveland                     | Cleveland Public Auditorium                                  | Ernest Martin Skinner                                     | 1921 |      | 5         | 123                         | 149             |         | 4              | Das Instrument ist in desolatem Zustand. → Beschreibung |
| Vereinigte Staaten              | Fort Worth                    | Broadway Baptist Church                                      | Casavant Frères                                           | 1996 |      | 5         | 129                         | 191             | 10.615  | 5              | → Orgel |
| Vereinigte Staaten              | Garden Grove (Kalifornien)    | Christ Cathedral                                             | Fratelli Ruffatti                                         | 1982 |      | 5         | 199                         | 278             | 15.948  | 4              | Nach einer Großspenderin wird sie „Hazel-Wright-Orgel“ genannt. → Orgel |
| Vereinigte Staaten              | Grand Rapids (Michigan)       | Fountain Street Church                                       | Austin Organs                                             | 2003 |      | 5         | 104                         | 138             | 7.980   | 0              | Neben zahlreichen Transmissionen und Extensionen gibt es noch 43 digitale Register. → Beschreibung |
| Vereinigte Staaten              | Hanover (Pennsylvania)        | St. Matthew Lutheran Church                                  | Austin Organs                                             | 1988 |      | 4         | 172                         | 236             | 15.220  | 2              | Zuzüglich 46 Transmissionen und Extensionen und 14 digitale Register. → Beschreibung |
| Vereinigte Staaten              | Houston                       | Second Baptist Church                                        | Rodgers                                                   | 1987 |      | 5         | 131                         | 192             | 10.337  | 5              | Die Orgel ist derzeit (2022) nicht in Nutzung. → Beschreibung |
| Vereinigte Staaten              | Houston                       | St. John the Divine                                          | Létourneau                                                | 2005 |      | 5         | 113                         | 143             | 8.356   | 4              | → Orgel |
| Vereinigte Staaten              | Jackson (Mississippi)         | First Baptist Church                                         | Quimby                                                    | 2004 |      | 5         | 129                         | 155             | 9.079   |                | Umbau der 146-Register-Orgel von Keates-Geissler (1990). → Beschreibung |
| Vereinigte Staaten              | Kennett Square (Pennsylvania) | Longwood Gardens                                             | Aeolian                                                   | 1929 |      | 4         | 135                         | 146             | 10.010  | 5              | In einem Konzertsaal in einer riesigen Park- und Gartenanlage; 1959 von Möller und 2001 von Robert M. Parker umgebaut. → Beschreibung |
| Vereinigte Staaten              | Los Angeles                   | First Congregational Church                                  | Skinner, Schlicker                                        | 1932, 1969 |      | 5         | 230                         | 346             | 20.417  | 3              | Chancel-Orgel von Skinner (1932) und Gallery-Orgel von Schlicker (1969); 1967 und 1992 erweitert; 230 Register zuzüglich 14 digitale Register und zahlreiche Transmissionen; weitere Vergrößerung auf 252 Register geplant → Beschreibung                                  |
| Vereinigte Staaten              | New Haven (Connecticut)       | Woolsey Hall                                                 | Ernest Martin Skinner                                     | 1928 |      | 4         | 142                         | 198             | 12.641  | 4              | → Beschreibung |
| Vereinigte Staaten              | New York City                 | St. Bartholomew’s Church                                     | Æolian-Skinner                                            | 1971 |      | 5         | 155                         | 225             | 12.307  |                | Zuzüglich 13 Extensionen und Transmissionen; 1917 erste Orgel von Skinner mit 102 Registern; 1930 und 1971 erweitert; 2006 neuer Spieltisch von Harris → Beschreibung |
| Vereinigte Staaten              | New York City                 | Church of the Heavenly Rest                                  | James A. Konzelman                                        | 1995 |      | 5         | 110                         | 138             | 8.000   | 2              | Umbau der Austin-Orgel von 1961, die über 116 Register verfügte. → Beschreibung |
| Vereinigte Staaten              | New York City                 | St. Patrick’s Cathedral (New York)                           | Peragallo                                                 | 1993 |      | 5         | 119                         | 142             | 9.000   | 2              | → Orgel |
| Vereinigte Staaten              | New York City                 | Saint Thomas Episcopal Church                                | Dobson Pipe Organ Builders                                | 2018 |      | 4         | 102                         | 126             | 7.069   | 5              | Unter Wiederverwendung von Pfeifenwerk der Vorgängerorgeln von Aeolian Skinner (1956), IV/P/126, Gilbert F. Adams (1969), IV/P/119 und Mann & Trupiano (1982) → Orgel |
| Vereinigte Staaten              | New York City                 | Riverside Church                                             | Aeolian-Skinner                                           | 1964 |      | 5         | 149                         | 207             |         | 4              | Aeolian-Skinner Organ Company (1947, 1953. 1964), erweitert von Gilbert F. Adams (1967), Anthony A. Bufano (1978, 1980) und Robert Pearson (seit 1995) → Beschreibung |
| Vereinigte Staaten              | Newark (New Jersey)           | Cathedral Basilica of the Sacred Heart                       | Schantz Organ Company                                     | 1989 |      | 4         | 119                         | 154             | 9.513   | 1              | → Orgel |
| Vereinigte Staaten              | Ocean Grove                   | Great Auditorium                                             | John Shaw                                                 | 2008 |      | 5         | 168                         | 207             | 12.200  | 4              | → Orgel |
| Vereinigte Staaten              | Philadelphia                  | Irvine Auditorium                                            | Austin Organs                                             | 1926 |      | 4         | 133                         | 162             | 10.719  | 4              | → Orgel |
| Vereinigte Staaten              | Philadelphia                  | Macy’s                                                       | Harris, Fleming & Till                                    | |      | 6         | 376                         | 464             | 28.750  | 7              | → Orgel |
| Vereinigte Staaten              | Salt Lake City                | Salt-Lake-Tabernakel                                         |                                                           | |      | 5         | 147                         | 206             | 11.623  | 5              | → Orgel |
| Vereinigte Staaten              | Salt Lake City                | LDS-Konferenzzentrum                                         | Schoenstein & Co.                                         | 2003 |      | 5         | 103                         | 130             | 7.708   | 7              | → Disposition |
| Vereinigte Staaten              | St. Louis                     | Louisiana Purchase Exposition                                | Los Angeles Art Organ Company                             | 1904 |      | 5         |                             | 150             | 10.000  |                | → Orgel |
| Vereinigte Staaten              | Washington, D.C.              | Basilica of the National Shrine of the Immaculate Conception | Möller, Goulding & Wood                                   | 1965, 2001 |      | 4         | 137                         | 172             | 9.393   | 4              | → Orgel |
| Vereinigte Staaten              | Washington, D.C.              | Washington National Cathedral                                | Skinner, Newcomer                                         | 1938, 1975 |      | 4         | 117                         | 189             | 10.647  | 4              | → Orgel |
| Vereinigte Staaten              | West Point (New York)         | Military Academy Cadet Chapel (West Point)                   |                                                           | |      | 4         | 304                         | 380             | 23.500  | 7              | → Beschreibung |